# Горбачова Тетяна Никифорівна
Тетяна Никифорівна Горбачова (14 січня 1930, село Нижній Ошков, Брянська область — 6 липня 2008) — передовик сільськогосподарського виробництва, оператор машинного доїння племзаводу «Велика Бурімка» Чорнобаївського району Черкаської області. Герой Соціалістичної Праці (1983).
У 1983 році удостоєна звання Героя Соціалістичної Праці за наполегливу працю та високий професіоналізм. Брала участь у роботі XIX Всесоюзної конференції КПРС.

## Нагороди
- Герой Соціалістичної Праці — указ Президії Верховної Ради від 21 грудня 1983 року
- Орден Леніна